# Habitación en Roma
Habitación en Roma (cuyo título original en inglés es Room in Rome) es una película española estrenada el 7 de mayo de 2010 y dirigida por Julio Medem, basada levemente en En la cama. Los papeles protagonistas corrieron a cargo de Elena Anaya y Natasha Yarovenko.

## Reparto
| Intérprete        | Personaje |
| ----------------- | --------- |
| Elena Anaya       | Alba      |
| Natasha Yarovenko | Natacha   |
| Enrico Lo Verso   | Max       |
| Najwa Nimri       | Edurne    |
| Ander Malles      | Chico     |
| Laura Meizoso     | Chica     |

## Argumento
Dos mujeres, Natasha, rusa y Alba, española, se encuentran por primera vez una noche en Roma, tras hablar y contarse sus respectivas vidas; las dos comprenderán que les ha invadido un sentimiento que jamás hasta entonces habían sentido; un verdadero amor. Tras el alba, deciden que sus caminos deben separarse, aunque no todo es malo, ya que en aquella habitación siempre quedará el recuerdo de un amor perfecto, puro, sin fallos, que les recordará que al menos una vez en su vida, han sentido un amor así por alguien.

## Palmarés cinematográfico
XXV edición de los Premios Goya
| Categoría                 | Persona                      | Resultado |
| ------------------------- | ---------------------------- | --------- |
| Mejor actriz protagonista | Elena Anaya                  | Candidata |
| Mejor actriz revelación   | Natasha Yarovenko            | Candidata |
| Mejor guion adaptado      | Julio Medem                  | Candidato |
| Mejor canción original    | Loving Strangers Russian Red | Candidata |

Fotogramas de Plata 2010
| Categoría            | Persona     | Resultado |
| -------------------- | ----------- | --------- |
| Mejor actriz de cine | Elena Anaya | Ganadora  |